# Peter Werhahn

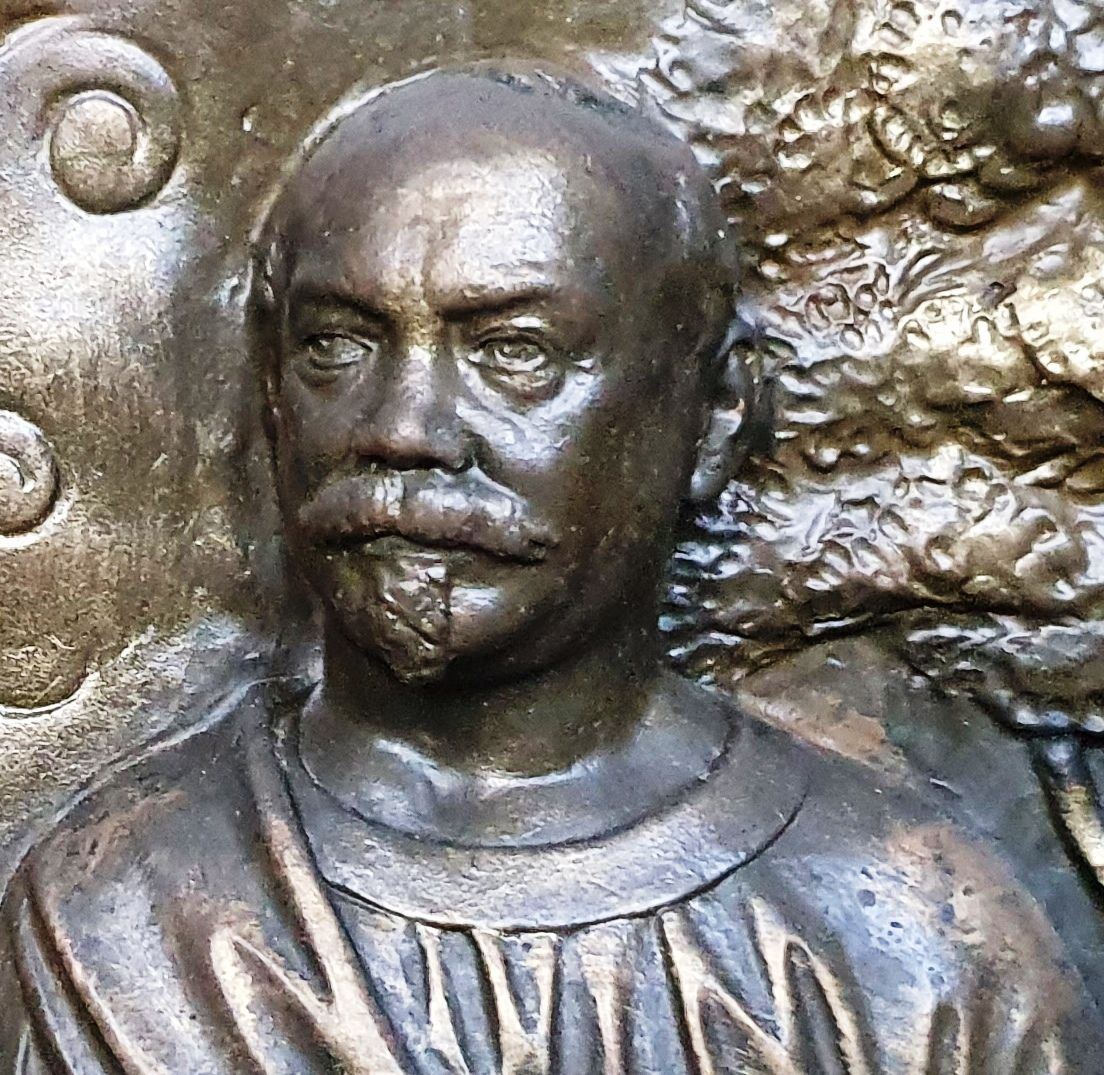
Peter Werhahn auf einem Relief in St. Willibrord (Euchen) von Lambert Piedboeuf, 1930

Peter Werhahn (* 2. Dezember 1842 in Neuss; † 23. November 1922 ebenda) war ein deutscher Bankier und Unternehmer aus Neuss.

## Person und Familie
Peter Werhahn war der älteste Sohn von Peter Wilhelm Werhahn (* 17. März 1802 in Büderich (Meerbusch); † 16. Mai 1871 in Neuss). Gemeinsam mit seinen Geschwistern Wilhelm, Paul, Franz und Sophie erbte er 1871 dessen Vermögen, aus dem sie, wohl um Erbschaftsteuern zu sparen und ein Versprechen gegenüber dem Vater zu erfüllen, ungeteilt in das am Sterbebett des Vaters gegründete Familienunternehmen OHG Wilh. Werhahn einbrachten, aus der die heutige Wilh. Werhahn KG entstand. Diese legendäre rheinische Millionärsfamilie, die aufgrund ihres frommen Katholizismus in Neuss und Umgebung oft als „heilige Familie“ bezeichnet wurde, besaß bereits im 19. Jahrhundert ein beträchtliches Vermögen. Da Bruder Paul als Jesuitenpater und Schwester Sophie als Tertiarierin für die Leitung des Familienunternehmens nicht in Frage kamen, übernahm Peter die Stellung seines Vaters und es gelang ihm gemeinsam mit seinen Brüdern Wilhelm und Franz zu Beginn des 20. Jahrhunderts, das elterliche Erbe erheblich zu vermehren.
Peter Werhahn war verheiratet mit Helene Werhahn, geborene Hahn. Sie hatten zwölf Kinder. Helene Hahn ist die Tochter von Heinrich Hahn. Einer ihrer Söhne ist der Unternehmer Wilhelm Werhahn (1880 bis 1964).

## Unternehmen
In dessen Mittelpunkt stand der Holz-, Land- und Düngemittelhandel im Neusser Hafen, der sich mit einem Sägewerk und der Neußer Lagerhausgesellschaft ergänzte. Nach und nach wurde Land am Niederrhein erworben. Zunächst ging es um einzelne Grundstücke, dann um Wälder, die Nachschub für das Sägewerk zu liefern hatten. Die Werhahns profitierten von der Industrialisierung im nahen Ruhrgebiet und der Boomphase ab 1871. Mit dem Aufschwung der Stahlindustrie an der Ruhr wuchs der Bedarf an Holz für den Stollenverbau und den Wohnungsbau rasant. Auch Feldbrandsteine und Briketts waren immer besser abzusetzen. Mit der schnell wachsenden Bevölkerung wuchs auch der Bedarf an Nahrungsmittel, die dank der Einfuhr von Guano und Salpeter auch am Niederrhein in noch größerem Umfang anzubauen waren. Auch mit Mehl, billigem Fett, Kernseife und Hülsenfrüchten war ein gutes Geschäft zu machen, ohne das dies so immense Investitionen erforderte, wie sie von den Großindustriellen an der Ruhr getätigt wurden. Der Wirtschaftschronist Kurt Pritzkoleit verglich dabei Peter Werhahn sowohl mit dem mittelalterlichen Augsburger Handelshaus Fugger, als auch mit jenem „Mann, der im Haufen der Goldgräber mitzieht – nicht um Nuggets zu graben oder das Sieb zu schwingen, sondern um den Pionieren Hacke und Schaufel, Holz für den Bau ihrer Hütten oder auch nur für das Feuer im Zelt, Mehl, Bohnen, Salz und Schnaps zu verkaufen und damit auf die Dauer lohnenderes, auf jeden Fall ein völlig sicheres Geschäft zu machen“.
Mit dem Wachstum des Holzhandels und der Erweiterung des Säge- und Hobelwerks griffen die Werhahns bei steigenden Holzpreisen auch abseits des Niederrheins zu. Anfangs wurden Wälder in Bayern gekauft, dann kamen Polen und Slawonien in das Blickfeld. Peter Werhahn besaß eine Dauerkarte bei der Ersten Donau-Dampfschiffahrts-Gesellschaft, mit der er den Balkan bereiste. Mit dem Nachtzug und dem Pferdefuhrwerk besuchte er die Ukraine. Mit den wachsenden Gewinnen aus dem Holzhandel kaufte Werhahn eine Mehlmühle in Neuss; der Getreide- und Düngemittelhandel wurde erweitert, später kam die Ölmühle Werhahn & Nauen hinzu.
In der Neußer Königstr. 84 eröffnete Peter Werhahn unter der Firma Wilh. Werhahn eine Bank, die in erster Linie den Familienmitgliedern die Möglichkeit einräumte, ihr verdientes Geld anzulegen und nicht Dritten anvertrauen zu müssen. Gleichzeitig reduzierte der Familienclan damit die Möglichkeit Außenstehender, Einblick in die Profitabilität und Finanzierung der Unternehmen zu gewinnen.

Im Pavillon der Familie Werhahn im Garten, um 1905

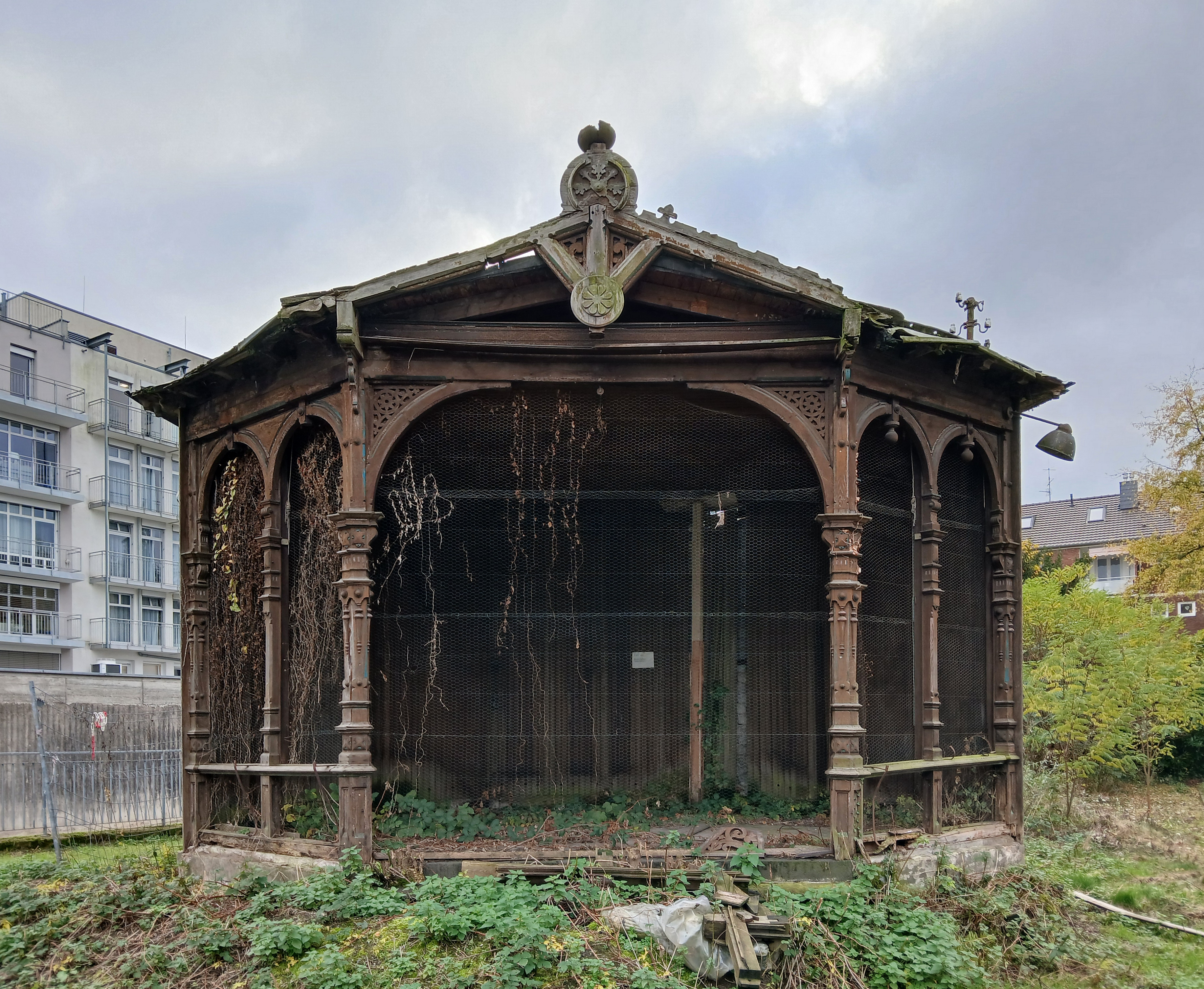
Baufälliger Zustand im November 2014

1904 beteiligte sich auf Peter Werhahns Initiative die OHG Wilh. Werhahn an dem Mayener Schieferbetrieb Rathscheck-Grube Katzenberg mit 50 %, an denen sie noch heute beteiligt sind.
Im preußischen „Jahrbuch der Millionäre“ von 1912 wurde Peter Werhahn als „Bankier und Mühlenbesitzer“ mit einem persönlichen Vermögen von 14 bis 15 Mio. und einem versteuerten Jahreseinkommen von etwas über einer Million Goldmark angegeben. Sein jüngerer Bruder Franz wurde dort mit einem Vermögen von 3 bis 4 Mio. und einem Jahreseinkommen von 180.000 Goldmark als „Mitinhaber des Bankgeschäfts Wilh. Werhahn sowie des Säge- und Hobelwerks und der Walzmühle Wilh. Werhahn in Neuß“ ausgewiesen. Als „Vorsitzender der Gewerkschaft Schallmauer in Frechen bei Köln und der Gewerkschaft Register Kohlenwerke in Regis bei Leipzig, als Vorsitzender des Aufsichtsrats der Neußer Dampfmühlen AG, der Duisburger Lagerhaus-Gesellschaft, der Novesia-Brauerei GmbH in Neuss, als Stellvertretender Aufsichtsratsvorsitzender der Gillbacher Zuckerfabrik AG, der AG Hotel Disch in Köln, ferner Aufsichtsratsmitglied der Braunkohlen- und Brikettwerke Roddergrube AG in Brühl, der Gewerkschaft Humboldt in Wallensen, der Vaterländischen Versicherungsgesellschaft in Elberfeld, der WKV Warenkredit-Anstalt in Köln, der Feuerversicherungsanstalt Rheinland in Neuß (die heutige RheinLand Versicherungen AG), der Clarenberg AG für Kohlen- und Tonindustrie in Frechen bei Köln und der GmbH Wachtberg I Braunkohlenwerke ebenfalls in Frechen“ nennt die gleiche Quelle weitere bedeutende geschäftliche Interessen von Peter Werhahn.
Der Immobilienbesitz der Werhahns allein in Köln wurde mit 39 Häusern angegeben, unter denen sich zahlreiche Geschäftsgebäude in bester Innenstadtlage, einige Villen sowie 17 Arbeitermietskasernen in der Stammheimer Straße befanden. Das bereits erwähnte Millionärsjahrbuch gab den Wert der Immobilien allein in Köln mit 7 bis 8 Mio. Goldmark an. In der Reichshauptstadt Berlin kamen laut gleicher Quelle weitere Immobilien im Wert von ca. 10 Mio. Goldmark hinzu, wozu Objekte an der Friedrichstraße und Unter den Linden zählten.
Eines der für Berlin jahrzehntelang so typischen Unternehmen war das des späteren Geheimen Kommerzienrat Carl Bolle, der mit unermüdlichem Fleiß praktisch aus kleinsten Anfängen die legendäre Meierei C. Bolle geschaffen hatte. Diese verfügte über ausgedehnte Lagerhallen und die seinerzeit für Berlin so typischen Pferdefuhrwerke der Molkerei, um die sich manche Berliner Anekdote und manches Lied rankt. Damit belieferte die Meierei fast hunderttausend Berliner Haushalte mit 50 Mio. Litern Milch jährlich. Mit einem Kapital von weniger als 6 Mio. Goldmark erreichte Bolle 1910 einen Reingewinn von einer Million. Als Bolle im gleichen Jahr unerwartet verstarb und seine zerstrittenen Erben sich nicht im Stande sahen, den Betrieb weiterzuführen, übernahm 1911 die OHG Wilh. Werhahn die Meierei mitsamt ihrem nicht unbedeutenden Immobilienbesitz. Durch die Übernahme des Berliner Konkurrenten „Vereinigte Pommersche Meiereien“ und der „Schweizerhof Meiereien“ wurde die Stellung gefestigt. Der Grundbesitz der Berliner Meierei C. Bolle, der noch nicht in den oben genannten Zahlen des Millionärshandbuchs enthalten war, wurde Ausgangspunkt für die Berliner Supermarktkette Bolle in der Nachkriegszeit. Werhahn fügte dem noch die Süßwarenkette „Minota“ und die „Neue Welt“-Gaststätten in der Berliner Hasenheide hinzu.
Nach dem Tode Peter Werhahns führte Wilhelm Werhahn das Familienunternehmen erfolgreich fort, das als ein Beispiel des Rheinischen Kapitalismus gelten darf.